# 대구시 동구·남구
대구시 동구·남구는 대한민국의 옛 국회의원 선거구이다. 당시 경상북도 대구시 동구, 남구 지역을 관할했다.

## 역사
제9대 국회의원 선거를 앞두고 대구시 동구 선거구와 대구시 남구 선거구가 통합되면서 신설되었다.
1980년 4월, 동구의 일부 지역이 수성구로 독립했다. 이에 제11대 국회의원 선거를 앞두고 수성구와 남구 지역을 합쳐서 대구시 남구·수성구 선거구가 신설되었으며 남은 동구 지역은 북구와 합쳐져 대구시 동구·북구 선거구로 갈라지게 됨에 따라 폐지되었다.

## 역대 국회의원
| 선거   | 정당 | 정당       | 1위 의원 | 정당 | 정당   | 2위 의원 |
| ------ | ---- | ---------- | -------- | ---- | ------ | -------- |
| 1973년 |      | 민주공화당 | 이효상   |      | 신민당 | 신도환   |
| 1978년 |      | 민주공화당 | 이효상   |      | 신민당 | 신도환   |

## 역대 선거 결과

### 대한민국 제9대 국회의원 선거
|  | 43.08% |

|  | 19.83% |

|  | 15.84% |

|  | 6.72% |

|  | 6.12% |

|  | 4.66% |

|  | 2.03% |

|  | 1.69% |

### 대한민국 제10대 국회의원 선거
|  | 27.48% |

|  | 23.43% |

|  | 16.90% |

|  | 15.58% |

|  | 10.14% |

|  | 3.39% |

|  | 3.05% |